# Guerra Genkō
La guerra Genkō (元弘の乱?, Genkō no Ran, 1331-1333), anche conosciuta come incidente di Genkō (元弘の変?, Genkō no Hen), fu una guerra civile in Giappone che segnò la caduta dello shogunato Kamakura e la fine del potere del clan Hōjō. La guerra precedette quindi il periodo Nanboku-chō e l'ascesa dello shogunato Ashikaga. Genkō è il nome dell'era giapponese corrispondente al periodo 1331-1334.
Durante gran parte del periodo Kamakura lo shogunato era controllato dal clan Hōjō, i cui membri detenevano il titolo di shikken (reggente per lo shōgun) e lo trasmettevano ereditariamente all'interno del clan. L'imperatore era poco più di un prestanome che non possedeva un vero potere amministrativo.
Nel 1331 l'imperatore Go-Daigo tramò per prendere il potere e rovesciare lo shogunato Kamakura. Tuttavia fu tradito da un fidato consigliere, Fujiwara Sadafusa. L'imperatore fuggì da Kyoto con i Sacri Tesori e cercò rifugio in un monastero isolato affacciato sul fiume Kizu, chiamato Kasagi. Il monastero fu attaccato dalle truppe del Bakufu nell'assedio di Kasagi. L'imperatore riuscì a fuggire, ma solo temporaneamente, e fu successivamente esiliato alle isole Oki. Lo shogunato quindi incoronò l'Imperatore Kōgon.
Il figlio dell'imperatore, il principe Morinaga continuò  a combattere, guidando i sostenitori di suo padre al fianco di Kusunoki Masashige.
L'imperatore Go-Daigo fuggì da Oki nella primavera del 1333, due anni dopo il suo esilio, con l'aiuto di Nawa Nagatoshi e della sua famiglia, sollevando un esercito a Funagami nella provincia di Hōki.
Nel frattempo, Ashikaga Takauji, il generale in capo della famiglia Hōjō, si rivoltò e combatté per l'Imperatore nella speranza di essere nominato shōgun. Takauji entrò a Kyoto il 19 giugno e Go-Daigo entrò nel palazzo alla fine di luglio del 1333. Contemporaneamente Nitta Yoshisada condusse il suo esercito in una campagna attraverso le province di Kōzuke e Musashi che culminò nell'assedio di Kamakura, dando fuoco alla città e ponendo fine allo shogunato Kamakura.
L'imperatore Go-Daigo tornò a Kyoto e rivendicò il potere in quella che divenne nota come la restaurazione Kemmu. Tuttavia l'imperatore cercò di restaurare l'antico potere che esso deteneva, elargendo esili ricompense ai suoi migliori generali e accentrandosi tutto il potere. Per questo nel 1336 Takauji si nominò shōgun e prese il potere, segnando l'inizio delle guerre Nanboku-chō e dello shogunato Ashikaga.